# Anisopodus phalangodes
Anisopodus phalangodes är en skalbaggsart som först beskrevs av Wilhelm Ferdinand Erichson 1847.  Anisopodus phalangodes ingår i släktet Anisopodus och familjen långhorningar. Inga underarter finns listade i Catalogue of Life.